# Гордана Бошнакоска
Гордана Михайлова Бошнакоска (на македонска литературна норма: Гордана Михаилова Бошнакоска) е поетеса от Северна Македония.

## Биография
Родена е в 1940 година в Битоля, тогава в Кралство Югославия. Учи във Философския факултет на Скопския университет. Работи като редактор в Македонската телевизия. Пише поезия, проза, есета и критика. Член е на Македонския ПЕН център и на Дружеството на независимите писателите на Македония.

## Творчество
- Времето го нема (поезия, 1965),[1]
- Писма (поезия, 1974),[1]
- Влегување во Делта (поезия, 1981),[1]
- Босфорско лето (разкази, 1984),[1]
- Њујорксон (поезия, 1993),[1]
- Нордиски љубовници (поезия, 1993),[1]
- Планини од картонски кутии (поезия, 1997).[1]

Носител е на наградата „Братя Миладиновци“ на Стружките вечери на поезията.